# فهرست افراد حادثه آکو
فهرست افراد حادثه آکو (به ژاپنی: 赤穂事件の人物一覧) به افراد مرتبط با حادثه آکو اشاره دارد. اکثر نقاشی‌های بکار رفته در این جدول، از مجموعه ۴۷ رونین اثر اوگاتا گکو (۱۸۵۹ – ۱۹۲۰) هستند.

## چهل و هفت رونین
| عدد | نام                                                                                              | توضیحات | تصویر |
| --- | ------------------------------------------------------------------------------------------------ | --- | ----- |
| ۱   | 大石 良雄/大石 内蔵助良雄 おおいしくらのすけ/よしお（よしたか） اُوایشی یُوشیئو/ اُوایشی کورانُوسوکه | میزان دارایی ۱۵۰۰ ککو، رهبر گروه چهل و هفت رونین، سن در هنگام مرگ ۴۵ سال |       |
| ۲   | 大石 良金/大石 主税良金 おおいしちからよしかね اُوایشی یُوشیکانه/ اُوایشی چیکارا                    | پسر ارشد اُوایشی یُوشیئو، سن در هنگام مرگ ۱۶ سال |       |
| ۳   | 原元辰/原惣右衛門元辰 はらそうえもん/もととき هارا موتوتوکی/سوئمون                               | در روز هاراکیری آسانو او نیز در ادو بود و شب به عنوان پیام‌رسان به همراه اُوایشی نوبوکیو برای رساندن خبر به قلمروی آکو رفت، سن در هنگام مرگ ۵۶ |       |
| ۴   | 片岡高房/片岡源五右衛門高房 かたおかげんごえもん/たかふさ کاتائوکا کاتافوسا                      | ، سن در هنگام مرگ ۳۷ |       |
| ۵   | 堀部 金丸/堀部 弥兵衛金丸 ほりべや へえかなまる（あきざね） هوریبه کانامارو/آکی‌زانه              | ، سن در هنگام مرگ ۷۷ |       |
| ۶   | 堀部 武庸/堀部 安兵衛武庸 ほりべやすべえたけつね هوریبه تاکه‌تسونه/یاسوبه                         | پسرخوانده هوریبه کانامارو بود. به عنوان رهبر نیروهای تندرو در بین چهل و هفت رونین که خواستار انتقام از کیرا یوشیناکا در ادو بودند، شناخته می‌شود. سن در هنگام مرگ ۳۴ |       |
| ۷   | 吉田 兼亮/吉田 忠左衛門兼亮 よしだ ちゅうざえもん/かねすけ یوشیدا کانه‌سوکه                       | ، سن در هنگام مرگ ۶۴ |       |
| ۸   | 吉田 兼貞/吉田 沢右衛門兼貞 よしだ さわえもん/かねさだ یوشیدا کانه‌سادا                           | پسر ارشد یوشیدا کانه‌سوکه، سن در هنگام مرگ ۲۹ |       |
| ۹   | 近松行重/近松勘六行重 ちかまつ かんろく /ゆきしげ چیکاماتسو یوکیشیگه                             | ، سن در هنگام مرگ ۳۴ |       |
| ۱۰  | 間瀬 正明/間瀬 久太夫正明 ませ きゅうだゆう/まさあき ماسه ماساآکی                                | ، سن در هنگام مرگ ۶۳ |       |
| ۱۱  | 間瀬正辰/間瀬孫九郎正辰 ませ まごくろう /まさとき ماسه ماساتوکی                                  | ، سن در هنگام مرگ ۲۳ |       |
| ۱۲  | 赤埴重賢/赤埴源蔵重賢 あかばね げんぞう/しげかた آکابانه شیگه‌کاتا                                | ، سن در هنگام مرگ ۳۵ |       |
| ۱۳  | 潮田高教/潮田又之丞高教 うしおだ またのじょう/たかのり اوشیئودا تاکانوری                         | ، سن در هنگام مرگ ۳۵ |       |
| ۱۴  | 富森 正因/富森助右衛門正因 とみのもり すけえもん/まさより تومینوموری ماسایوری                    | ، سن در هنگام مرگ ۳۴ |       |
| ۱۵  | 不破 正種/不破 数右衛門正種 ふわ かずえもん/まさたね فووا ماساتانه                               | ، سن در هنگام مرگ ۳۴ |       |
| ۱۶  | 岡野 包秀/岡野金右衛門包秀 おかの きんえもん/かねひで اوکانو کانه‌هیده                            | نقاشی اثر اوتاگاوا کونی‌یوشی است. سن در هنگام مرگ ۲۴ |       |
| ۱۷  | 小野寺 秀和/小野寺十内秀和 おのでら じゅうない/ひでかず اونودرا هیده‌کازو                         | همسر او پس از مرگ شوهرش دست به جونشی (خودکشی) زد، سن در هنگام مرگ ۶۱ |       |
| ۱۸  | 小野寺 秀富/小野寺 幸右衛門秀富 おのでらこうえもん/ひでとみ اونودرا هیده‌تومی                     | ، سن در هنگام مرگ ۲۸ |       |
| ۱۹  | 木村貞行/木村岡右衛門貞行 きむら おかえもん/さだゆき کیمورا سادایوکی                             | ، سن در هنگام مرگ ۴۶ |       |
| ۲۰  | 奥田重盛/奥田孫太夫重盛 おくだ まごだゆう/しげもり اوکودا شیگه‌موری/ماگودایو                      | ، سن در هنگام مرگ ۵۷ |       |
| ۲۱  | 奥田 行高/奥田 貞右衛門行高 おくだ さだえもん/ゆきたか اوکودا یوکیتاکا                           | ، سن در هنگام مرگ ۲۶ |       |
| ۲۲  | 早水 満尭/早水 藤左衛門満尭 はやみ とうざえもん/みつたか هایامی میتسوتاکا                        | در هنگام مرگ ارباب آسانو به همراه کایانو شیگه‌زانه در ملک اربابی آسانو در ادو بودند و از ماجرا مطلع شدند، بعدازظهر ادو را ترک کردند و نخستین کسانی بودند که خبر این حادثه را به قلمروی آکو رساندند. سن در هنگام مرگ ۴۰ |       |
| ۲۳  | 矢田 助武/矢田 五郎右衛門助武 やだ ごろうえもん/すけたけ یادا سوکه‌تاکه                           | ، سن در هنگام مرگ ۲۹ |       |
| ۲۴  | 大石 信清/大石瀬左衛門信清 おおいし せざえもん/のぶきよ اُوایشی نوبوکیو                           | ، سن در هنگام مرگ ۲۷ |       |
| ۲۵  | 礒貝 正久/礒貝 十郎左衛門正久 いそがい じゅうろうざえもん/まさひさ ایسوگای ماساهیسا              | ، سن در هنگام مرگ ۲۵ |       |
| ۲۶  | 間光延/間喜兵衛光延 はざまき へえ みつのぶ هازاما میتسونوبو                                      | ، سن در هنگام مرگ ۶۹ |       |
| ۲۷  | 間光興/間十次郎光興 はざま じゅうじろう/みつおき هازاما میتسواوکی                                | هازاما میتسواوکی به همراه پدر هازاما میتسونوبو و برادر کوچکترش هازاما میتسوکازه به جوخه انتقام اُوایشی یُوشیئو پیوست که به دنبال کشتن کیرا بودند. پس از حمله به عمارت کیرا یوشیناکا، تاکاشیگه نیز به عمارت یوشیناکا وارد شد. یکی دیگر از رونین‌ها تاکه‌بایاشی تاکاشیگه در یک انباری یک مرد با موی سفید را پیدا کرد که پنهان شده بود هنگامیکه او را با نیزه زد او مقاومت کرده دست به شمشیر کوتاه خود برد در همین زمان هازاما میتسواوکی سر او را گرفت و از تن جدا کرد. آنها جای زخم روی شانه این مرد را به عنوان زخمی که توسط اربابشان ناگانوری به جا مانده‌است شناسایی کردند. هازاما میتسواوکی و دیگر رونین‌ها سر بریده او را در مقابل مقبره آسانو ناگانوری قرار دادند تا موفقیت خود را به ارباب خود اعلام کنند. از سوی دیگر از سوی محقق میازاوا سی‌ایچی عنوان می‌شود که نامه ای از فووا ماساتانه باقی مانده که نوشته «تاکه‌بایاشی تاکاشیگه و هازاما میتسواوکی و دیگران کیرا را بدون اینکه مقاومتی کرده باشد توسط ضرب و جرح کشتند.» احتمال می‌رود که به خاطر اینکه ثبت این بی‌رحمی برای آینده باقی نماند در ثبت وقایع جرح و تعدیل صورت گرفته باشد. سن در هنگام مرگ ۲۶ |       |
| ۲۸  | 間光風/間新六郎光風 はざま しんろくろう/みつかぜ هازاما میتسوکازه                                | ، سن در هنگام مرگ ۲۴ |       |
| ۲۹  | 中村正辰/中村勘助正辰 なかむら かんすけ /まさとき ناکامورا ماساتوکی                              | ، سن در هنگام مرگ ۴۶ |       |
| ۳۰  | 千馬光忠/千馬三郎兵衛光忠 せんば（ちば）さぶろべえみつただ سنبا میتسوتادا                        | ، سن در هنگام مرگ ۵۱ |       |
| ۳۱  | 菅谷政利/菅谷半之丞政利 すがや はんのじょう/まさとし سوگایا ماساتوشی                             | ، سن در هنگام مرگ ۴۴ |       |
| ۳۲  | 村松秀直/村松喜兵衛秀直 むらまつ きへえ/ひでなお موراماتسو هیده‌نائو                              | ، سن در هنگام مرگ ۶۲ |       |
| ۳۳  | 村松高直/村松三太夫高直 むらまつ さんだゆう/たかなお موراماتسو تاکانائو                          | ، سن در هنگام مرگ ۲۷ |       |
| ۳۴  | 倉橋武幸/倉橋伝助武幸 くらはし でんすけ/たけゆき کوراهاشی تاکه‌یوکی                               | ، سن در هنگام مرگ ۳۴ |       |
| ۳۵  | 岡島常樹/岡嶋八十右衛門常樹 おかじま やそえもん/つねしげ اوکاجیما تسونه‌شیگه                      | ، سن در هنگام مرگ ۳۸ |       |
| ۳۶  | 大高忠雄/大高源五忠雄 おおたか げんごただお（ただたけ） اوتاکا تاداتاکه                          | ، سن در هنگام مرگ ۳۲ |       |
| ۳۷  | 矢頭 教兼/矢頭右衛門七/教兼 やとう（やこうべ）えもしち/のりかね یاتو نوریکانه                    | نقاشی اثر اوتاگاوا کونی‌یوشی است. سن در هنگام مرگ ۱۸ |       |
| ۳۸  | 勝田武尭/勝田新左衛門武尭 かつた しんざえもん/たけたか کاتسوتا تاکه‌تاکا                          | ، سن در هنگام مرگ ۲۴ |       |
| ۳۹  | 武林隆重/武林唯七隆重 たけばやし ただしち/たかしげ تاکه‌بایاشی تاکاشیگه                           | ، سن در هنگام مرگ ۳۲ |       |
| ۴۰  | 前原宗房/前原伊助宗房 まえばら いすけ/むねふさ مائه‌بارا مونه‌فوسا                                 | ، سن در هنگام مرگ ۴۰ |       |
| ۴۱  | 貝賀友信/貝賀弥左衛門友信 かいが やざえもん/とものぶ کایگا تومونوبو                              | ، سن در هنگام مرگ ۵۴ |       |
| ۴۲  | 杉野次房/杉野十平次次房 すぎの じゅうへいじ/つぎふさ سوگینو تسوگیفوسا                            | ، سن در هنگام مرگ ۲۸ |       |
| ۴۳  | 神崎則休/神崎与五郎則休 かんざき よごろう/のりやす کانزاکی نوبویاسو                              | ، سن در هنگام مرگ ۳۸ |       |
| ۴۴  | 三村包常/三村次郎左衛門包常 みむら じろうざえもん/かねつね میمورا کانه‌تسونه                      | ، سن در هنگام مرگ ۳۷ |       |
| ۴۵  | 横川宗利/横川勘平宗利 よこかわ かんべい/むねとし یوکوکاوا مونه‌توشی                               | ، سن در هنگام مرگ ۳۷ |       |
| ۴۶  | 茅野常成/茅野和助常成 かやの わすけ/つねなり کایانو تسونه‌ناری                                    | ، سن در هنگام مرگ ۳۷ |       |
| ۴۷  | 寺坂信行/寺坂吉右衛門信行 てらさか きちえもん/のぶゆき تراساکا نوبویوکی                          | او در اثر بیماری درگذشت اما مقبره‌ای به یاد او در معبد سنگاکو در کنار دیگر رونین‌های حادثه آکو ساخته شده‌است. در روز حمله به خانه کیرا به تراساکا کیچیئمون، دستور داده شد که به قلمروی آکو سفر کند و گزارش دهد که انتقام آنها به اتمام رسیده‌است. سن در هنگام مرگ ۸۳ |       |
|     | کایانو شیگه‌زانه                                                                                  | کایانو شیگه‌زانه نیز با وجود اینکه قبل از حمله نهایی خودکشی کرده بود و در حمله نهایی شرکت نداشت، عضوی از این گروه محسوب می‌شود و قبر او در کنار دیگر رونین‌ها در معبد سنگاکو قرار دارد. سن در هنگام مرگ ۲۸. \|نقاشی اثر اوتاگاوا تویوکونی است. |       |

## چهار دایمیو
رونین‌ها پس از دستگیری تقسیم شده و به عمارت اربابی چهار دایمیو زیر فرستاده شدند.
| نام دایمیو          | مکان عمارت اربابی | توضیحات | تصویر |
| ------------------- | ----------------- | --- | ----- |
| هوسوکاوا تسوناتوشی  | محله یکِ تاکاناوا  | از طرف مقام روجو (ریش سفید)، اینابا ماساماچی به وی دستور داده شد که از ۱۷ نفر از رونین‌ها را در عمارت اربابی خود در ادو نگهداری کند. این ۱۷ نفر عبارت بودند از: اُوایشی یُوشیئو، هوریبه کانامارو، یوشیدا کانه‌سوکه، هارا موتوتوکی، کاتائوکا تاکافوسا، ماسه ماساآکی، اونودرا هیده‌کازو، هازاما میتسونوبو، ایسوگای ماساهیسا، چیکاماتسو یوکیشیگه، تومینوموری ماسایوری، اوشیئودا تاکانوری، هایامی میتسوتاکا، آکابانه شیگه‌تاکا، اوکودا شیگه‌موری، یادا سوگه‌تاکه، اوئیشی نوبوکیو ابتدا تصور هوسوکاوا این بود که رونین‌ها در معبد سنگوکو به وی تحویل داده می‌شوند بنابر این ۸۴۷ نفر از سامورایی‌های در خدمت خود را به این محل فرستاد اما بعد آگاهی یافت که رونین‌ها در عمارت سنگوکو هیسانائو هستند بنابر این به این عمارت رفت و آنها را تحویل گرفت. در مدتی که رونین‌ها در عمارت هوسوکاوا در اسارت بودند او به عنوان مهمانان عالی‌رتبه با آنان رفتار کرد و پذیرایی کاملی از آنان به عمل آورد. اُوایشی یُوشیئو در کنار دیگر رونین‌های در همان عمارت هوسوکاوا پس از حادثه آکو دست به سپوکو زد. |       |
| میزونو تادایوکی     | محله پنجم شیبا    | ۹ نفر از رونین‌ها که در عمارت اربابی نگهداری می‌شدند عبارت بودند از: هازاما میتسواوکی، اوکودا یوکیتاکا، یاتو نوریکانه، موراتاسو تاکائو، ماسه ماساتوکی، کایانو تسونه‌ناری، یوکوگاوا مونه‌توشی، میمورا کانه‌زونه، کانزاکی نورییاسو |       |
| ماتسودایرا سادانائو | محله دوم میتا     | پس از حادثه آکو ۱۰ نفر از ۴۷ رونین به عمارت اربابی سادانائو منتقل شدند. این ده نفر عبارت بودند از اُوایشی یُوشیکانه، هوریبه یاسوبه، فووا ماساتانه، کیمورا سادایوکی، اکامورا ماساتوکی، سوگایا ماساتوشی، سنبا میتسوتادا، اوتاکا تاداتاکه، کایگا تومونوبو و اوکانو کانه‌هیده. عمارت اربابی ماتسودایرا سادانائو در میتا، توکیو، امروزه به سفارت ایتالیا در توکیو تبدیل شده‌است. |       |
| موری اوناموتو       | محله ششم روپونگی  | ۱۰ نفر از رونین‌ها که در عمارت اربابی نگهداری می‌شدند عبارت بودند از: اوکاجیما تسونه‌شیگه، یوشیدا کانه‌سادا، تاکه‌بایاشی تاکاشیگه، کوراهاشی تاکه‌یوکی، موراماتسو هیده‌نائو، سوگینو تسوگیفوسا، کاتسوتا تاکه‌تاکا، مائه‌بارا مونه‌فوسا، اونودرا هیده‌تومی، هازاما میتسوکازه |       |